# The History Channel: Civil War - A Nation Divided
The History Channel: Civil War - A Nation Divided è un videogioco sparatutto in prima persona storico, prodotto da Cauldron, e pubblicato il 7 novembre, 2006 dalla Activision Value e da The History Channel per le piattaforme Microsoft Windows, PlayStation 2 e Xbox 360.

## Trama
La storia di A Nation Divided è relativamente breve, copre dodici livelli basati su alcune delle battaglie più famose della guerra civile degli Stati Uniti. Si può giocare sia come soldato della Confederazione o dell'Unione. Il giocatore interpreta diversi soldati in ogni battaglia.

## Battaglie
Durante il gioco, il giocatore si ritroverà in dodici differenti battaglie della guerra civile.  Le battaglie sono divise in due compagnie: Nord e Sud.  Ogni campagna contiene sei battaglie storiche.  Il giocatore deve vincere ogni scontro per sbloccare quello successivo. Dopo aver completato le prime cinque battaglie per ogni parte, Cold Harbor è sbloccato. Dopo questa battaglia, viene sbloccata anche la battaglia di Petersburg.
Unione
- Fredericksburg
- Gettysburg
- Chattanooga
- Fort Fisher
- Selma
- Petersburg

Confederazione
- 1ª Bull Run (1ª Manassas)
- Shiloh
- Antietam (Sharpsburg)
- Chancellorsville
- Chickamauga
- Cold Harbor

## Modalità di gioco
Le armi di quel conflitto sono state accuratamente riprodotte, e adottano una corrispondente velocità nel ricaricamento. Ad esempio, il moschetto è lento da ricaricare, mentre la rivoltella è rapida.
I combattimenti corpo a corpo sono una caratteristica principale del gioco, così come lo furono durante la guerra. Il coltello Bowie, e la sciabola sono alcune delle armi per il combattimento ravvicinato.
I controlli del gamepad per Xbox 360 sono molto simili alla serie Call of Duty.
Ogni battaglia può essere giocata su tre difficoltà diverse: Facile, Normale e Difficile.